# Altenkirchen (Frontenhausen)
Altenkirchen ist ein Gemeindeteil des Marktes Frontenhausen im niederbayerischen Landkreis Dingolfing-Landau. Bis 1978 war der Ort Gemeindesitz der Gemeinde Rampoldstetten.

## Geographie und Verkehrsanbindung
Der Weiler mit Kirche liegt drei Kilometer südlich des Kernortes Frontenhausen an der Kreisstraße DGF 44.

## Geschichte
Auf die lange Besiedlungsgeschichte weist der Burgstall der Burg Lichtenegg hin. Die Wallfahrtskirche St. Corona wurde 1622/31 erbaut. Altenkirchen war Gemeindesitz der Gemeinde Rampoldstetten, die durch das bayerische Gemeindeedikt 1818 begründet worden war. Die Gemeinde umfasste neben Rampoldstetten und Altenkirchen die Orte Aign, Bach, Berg, Bertensdorf, Biegendorf, Bruck, Eiselsdorf, Forst, Friedersdorf, Fuchsberg, Geisbruck, Georgenschwimmbach, Grub, Grubwinkl, Grund, Haag, Lichtenegg, Moselding, Oed, Ödgarten, Reisach, Rieglöd, Sandöd, Schaufl, Schern, Schwaige, Sonnleiten, Wachlkofen, Wettersdorf, Witzeldorf und Wollöd. Am 1. Mai 1978 wurde die bis dahin selbständige Gemeinde Rampoldstetten mit Altenkirchen nach Frontenhausen eingegliedert.

## Kirche
- Wallfahrtskirche St. Corona: Saalkirche mit Nordturm, Spätrenaissancebau, 1622/31[3]